# Neugebäude in Pest

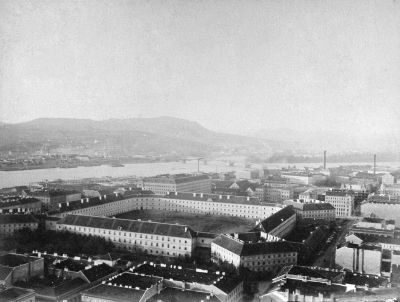
Die Neugebäude um 1880

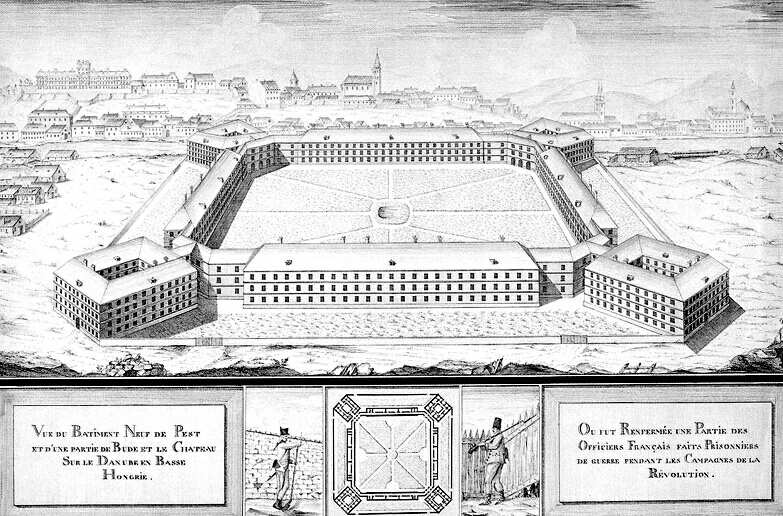
Zeichnung der Gesamtanlage (Vogelperspektive und Grundriss)

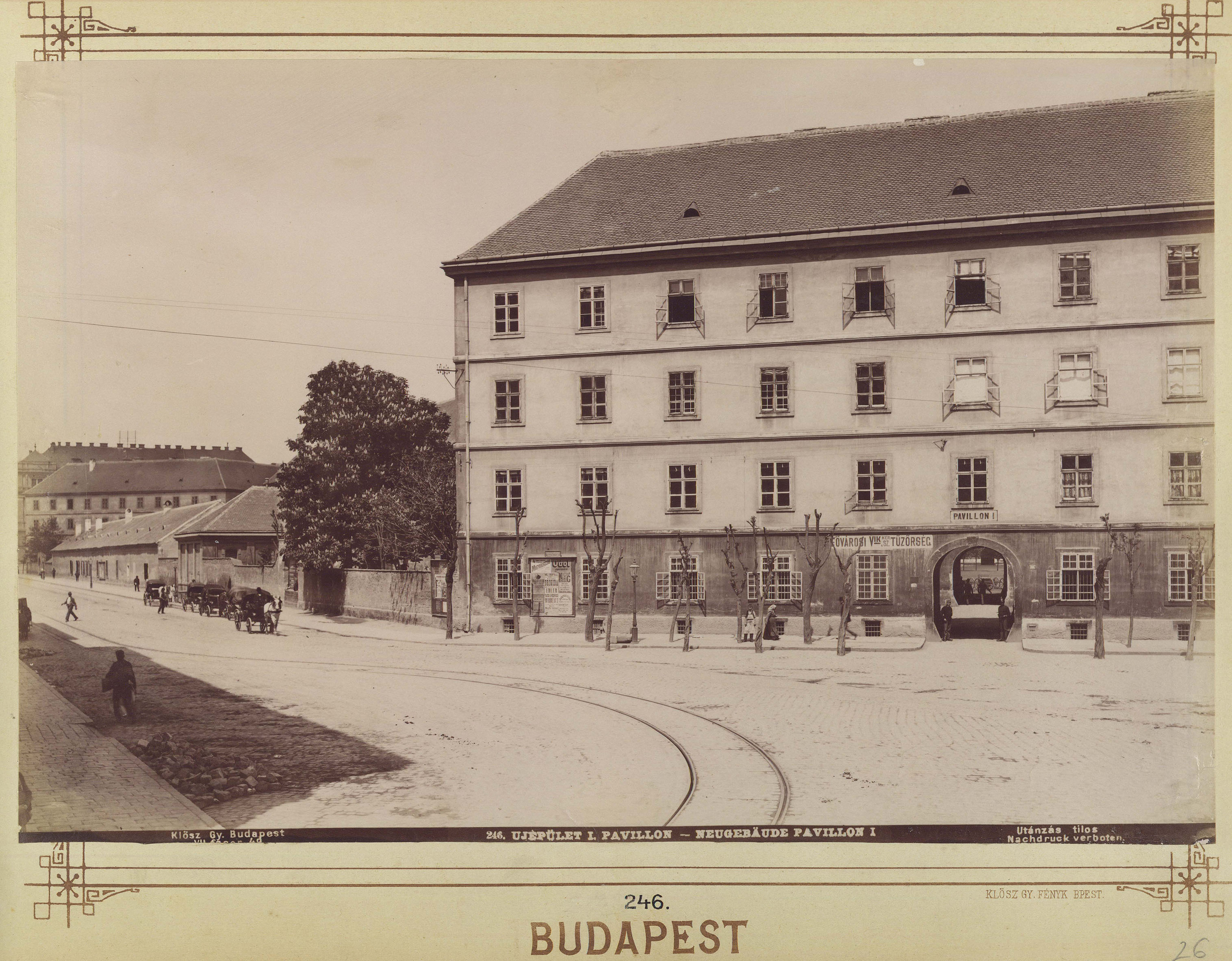
I. Pavillon des Neugebäudes

Das Neugebäude (ungarisch Újépület) war ein Gebäudekomplex in der ungarischen Stadt Pest, der die gesamte Fläche des heutigen Szabadság tér, einschließlich seiner Randbebauung, in Budapest einnahm. Das Neugebäude fungierte zeitweise als Gefängnis und war zuletzt eine königliche Artilleriekaserne, die für 18.000 Mann ausgelegt war. Da der Gebäudekomplex der Stadtentwicklung im Wege stand, wurde nach seinem Erwerb durch die Stadt Budapest am 22. Oktober 1897 mit dem Abriss begonnen.

## Geschichte
Der Entwurf wurde 1786 von dem Wiener Architekten Isidore Canevale im Auftrag von Kaiser Joseph II. erstellt. Die Bauausführung lag zunächst in den Händen von János Hild. Dessen Sohn József Hild, ein nachmalig renommierter Architekt, machte hier seine ersten beruflichen Erfahrungen. Die ursprünglich vorgesehene Nutzung des Gebäudes als Festung wurde geheim gehalten, so dass es darüber zu Spekulationen in der Bevölkerung kam. Die Errichtung des 3-geschossig ausgeführten Hauptgebäudes ging zunächst zügig voran. Die längste Mauer des Hauptgebäudes war 100 Klafter (etwa 183 m) lang, und der von ihr umschlossene Innenhof hatte eine Fläche von fast 10.000 Quadratklaftern (etwa 3,3 ha). Die an den Ecken errichteten quadratisch strukturierten Anbauten, die mit ihm verbunden waren, wiesen vier Etagen auf und umfassten wiederum einen Innenhof. Im Jahre 1789 war schon der dritte Eckanbau in Funktion. Der gesamte Gebäudekomplex, der eine Fläche von 22.725,40 Quadratklaftern (7,6 ha) umfasste, war, abgesehen von seinem Eindruck durch die schiere Größe, ohne besonderen architektonischen Wert.
Beim Tod Joseph II. waren die Arbeiten noch nicht abgeschlossen, und die später ausgebrochenen Napoleonischen Kriege verzögerten die Fertigstellung weiter. Nachdem das Gebäude zwischen 1793 und 1796 als Gefängnis für französische Offiziere aus dem Ersten Koalitionskrieg diente, sollte es im Jahre 1802 an jüdische Kaufleute aus Prag verkauft werden, die ein entsprechendes Angebot unterbreitet hatten. Graf Ferenc Széchényi, der Sprecher des Hofes, hatte sich aber gegen den geplanten Verkauf ausgesprochen, so dass er letztlich nicht zustande kam. Danach wurden zum Weiterbau Mittel von Joseph II. bereitgestellt, die aus Konfiskationen bei der ungarischen Kirche stammten. So konnte der Bau im Jahr 1814 fertiggestellt werden und dann als Kaserne für das reorganisierte Fünfte Artillerie-Regiment dienen.

## Der Gebäudekomplex als Exekutionsplatz

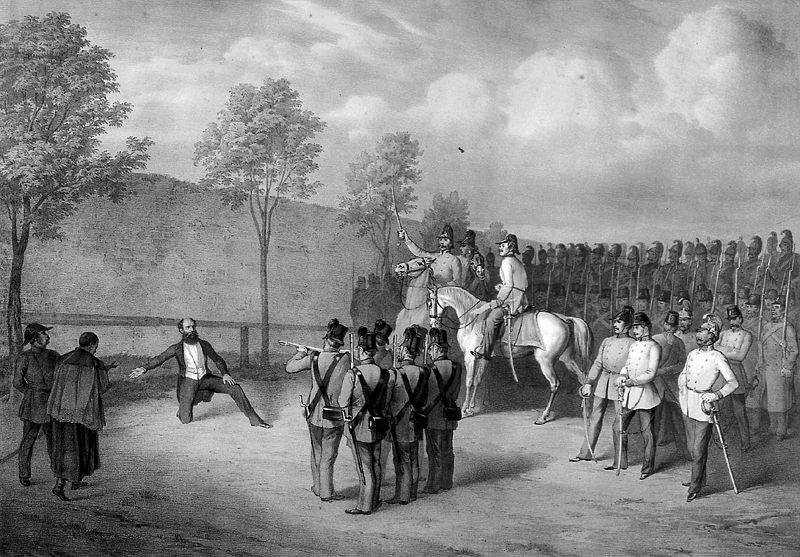
Hinrichtung von Lajos Batthyány im Hof der Neugebäude

Lajos Batthyány, der erste Premierminister des unabhängigen ungarischen Staates nach der Ungarischen Revolution 1848/1849, wurde am 6. Oktober 1849 auf dem Hof des Neugebäudes exekutiert, am selben Tag wie die 13 Märtyrer von Arad. In der nordöstlichen Ecke des Szabadság tér wurde zum Gedenken an die Hinrichtung am 6. Oktober 1926 an der Exekutionsstelle im ehemaligen Innenhof des Neugebäudes das Batthyány-Denkmal eingeweiht. In einer bronzenen Laterne bewahrt es das „Ewige Licht Batthyánys“ (ungarisch: Batthyány Lajos-örökmécses). Die Fertigstellung des bereits 1905 von Móric Pogány entworfenen Denkmals hatte sich durch den Beginn des Ersten Weltkriegs und die Nachkriegswirren erheblich verzögert.
Des Weiteren wurden am 10. Oktober 1849 neben dem Neugebäude der Regierungsbeauftragte und Minister für Verkehr, László Csányi, und am Morgen des 24. Oktobers Zsigmond Perényi, der Präsident des Magnatenhauses, exekutiert. Bereits am 20. Oktober waren auf dem nahegelegenen Fa Platz (heute nahe dem Ministerium für Landwirtschaft) der polnische Prinz Mieczysław Woroniecki, der Oberstleutnant Peter Giron und der polnische Edelmann Karol Gustaw d’Abancourt de Franqueville hingerichtet worden.